# Ghardaïa (stad)
Ghardaïa (Arabisch: غرداية, Mzab-Wargla: ) is een Berberse oasestad in Algerije en is de hoofdplaats van de provincie Ghardaïa. De stad telde in 2005 104.645 inwoners.
De stad vormt het traditionele hart van de M'Zabvallei in het noorden van de Centrale Sahara, een gebied waar de islamitische stroming van de ibadieten sterk vertegenwoordigd is. Het ligt in een kloof en vormt een pentapolis met de heilige stad Beni Isguen en de steden Melika, Bou Noura en Atheuf.
De stad werd door Kharidjitische moslims gesticht in de 11e eeuw, telt veel middeleeuwse monumentale gebouwen en vormt vanwege haar bijzondere gebouwen sinds 1982 onderdeel van een UNESCO-werelderfgoedmonument. Le Corbusier werd door de bouwstijl beïnvloed tot zijn latere modernistische ontwerpen.
De stad is bekend om haar tapijten van ruw geitenhaar, vaak uitgevoerd met simpele zwart-witte geometrische patronen. De belangrijkste activiteit is echter de landbouw, die gericht is op de productie van dadels. Verder bevinden zich er een glasblazerij en een staalfabriek. Ten zuiden van de stad wordt aardolie en aardgas gewonnen.
Het water voor de stad en dadelpalmen in de omgeving wordt grotendeels uit ondergrondse bronnen betrokken. In 1950 werd er een grote artesische bron gevonden op 1200 meter diepte.
Bij de stad ligt de luchthaven Noumérat - Moufdi Zakaria (of kortweg 'luchthaven Ghardaïa').
In 2008 werd de stad getroffen door overstromingen als gevolg van zware regenval.

Panorama over Ghardaïa met de droge bedding van de wadi Mzab aan rechterzijde
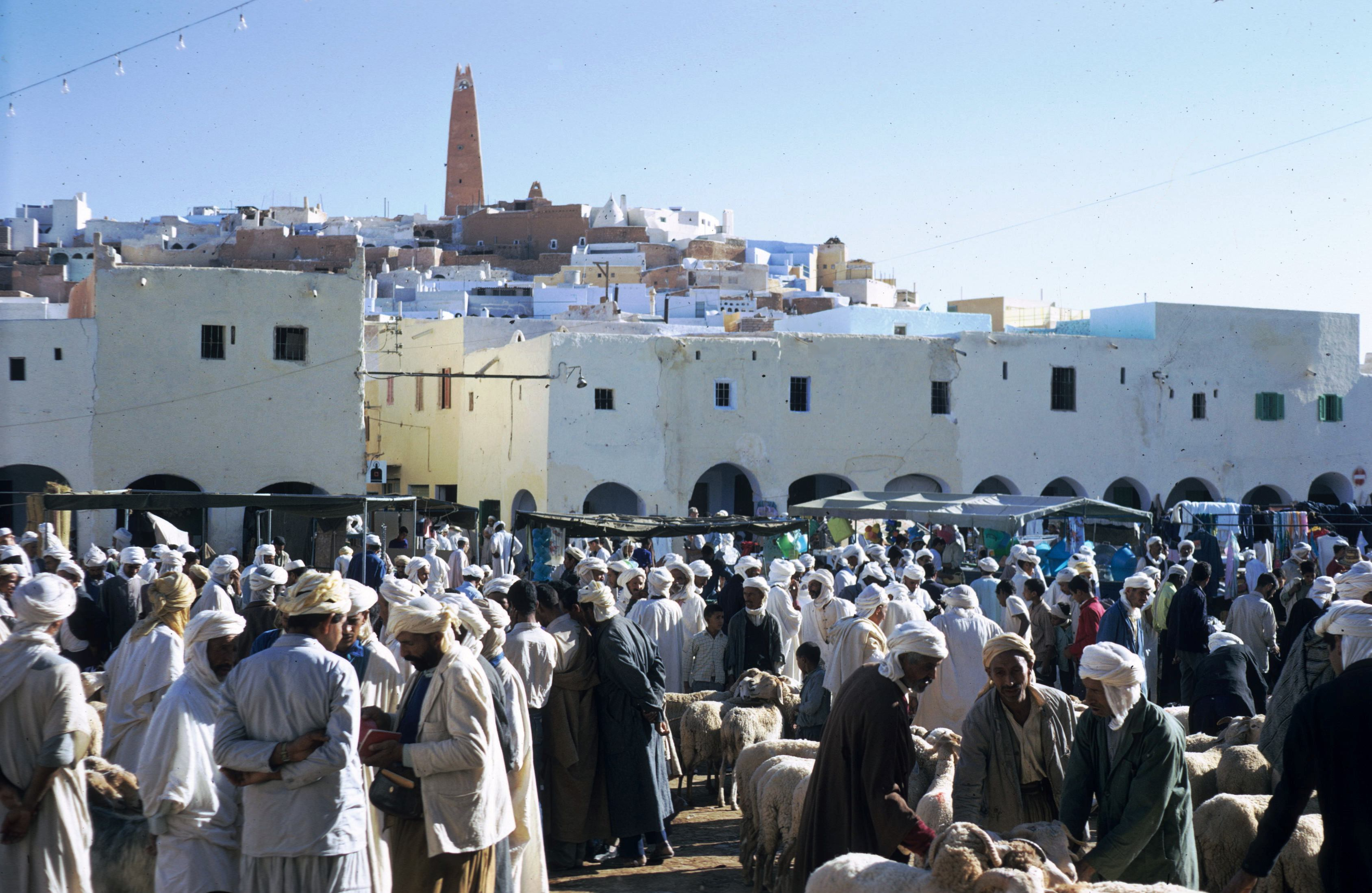
Markt op het hoofdplein in Ghardaïa (1971)
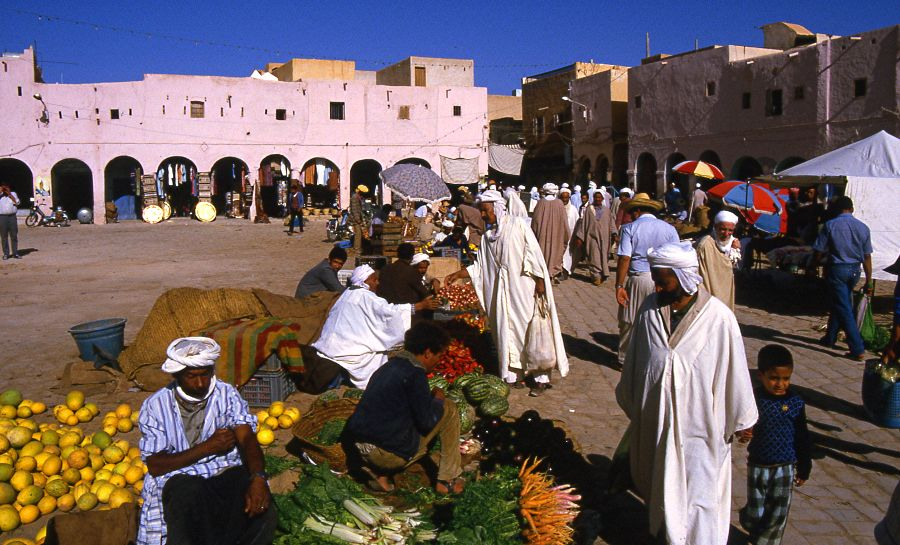
Markt in Ghardaïa
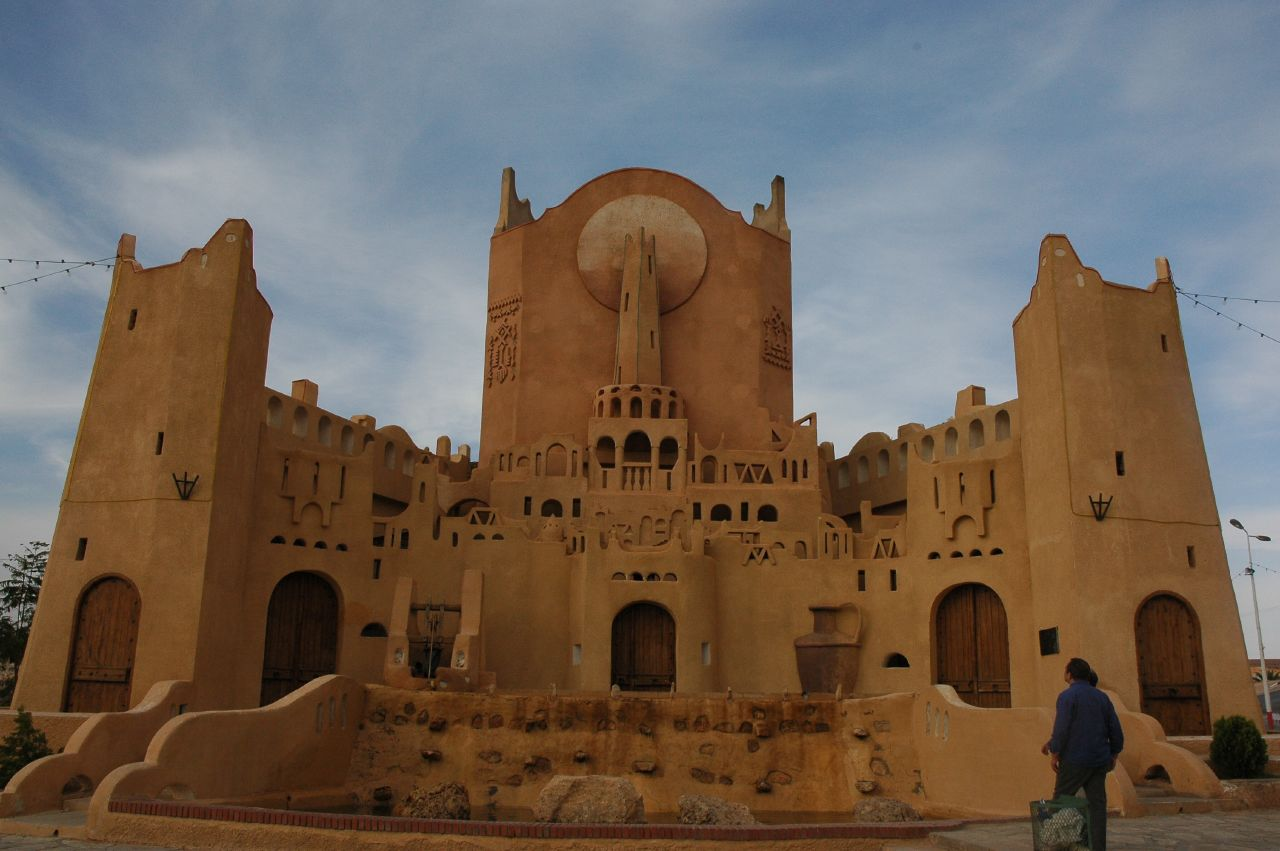
Traditionele architectuur
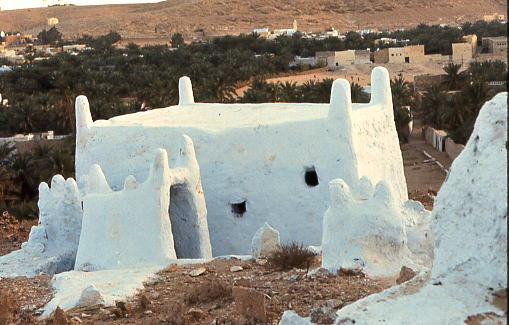
Mausoleum van sjeik Sidi Aissa (1971)
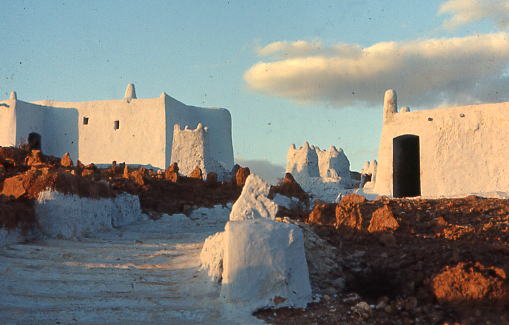
Moskee in de stad